# Spring Awakening
Spring Awakening (no Brasil: O Despertar da Primavera) é um musical de rock sobre o despertar sexual da adolescência. É a adaptação musical da peça alemã homônima de Frank Wedekind, escrita em 1892. Situado no final do século XIX na Alemanha, o musical conta a história de adolescentes que descobrem o tumulto interior e exterior da sexualidade na adolescência. A peça original foi inicialmente banida da Alemanha por abordar assuntos como aborto, homossexualidade, estupro, abuso de crianças e suicídio. A partitura do musical é composta no estilo rock alternativo fundido com o folk. O libreto e letras são de Steven Sater e a música de Duncan Sheik.
Após sua concepção no final dos anos 90, concertos, regravações e sua estreia Off Broadway, a produção original da Broadway de Spring Awakening abriu no Eugene O'Neill Theatre em 10 de dezembro de 2006. Seu elenco incluia Jonathan Groff, Lea Michele, Skylar Astin e John Gallagher, enquanto a sua equipa criativa foi composta de Michael Mayer como diretor e Bill T. Jones o coreógrafo. A produção foi indicada em onze categorias na edição de 2007 do prêmio Tony, e venceu oito: Melhor Musical, Melhor Direção de Musical (Michael Mayer), Ator Coadjuvante em Musical (John Gallagher Jr.), Melhor Libreto para um Musical, Coreografia, Orquestrações, Partitura e Iluminação. A produção também recebeu 4 Drama Desk Awards, enquanto seu álbum de elenco original recebeu um Grammy. Além disso, o show foi reavivado em 2015 na Broadway e recebeu 3 indicações ao Tony Award, entre outras honrarias.
O sucesso da produção da Broadway gerou várias outras montagens ao redor do todo o mundo, incluindo várias produções norte-americanas, uma produção curta em West End que ganhou 4 Laurence Olivier Awards incluindo Melhor Musical, e uma série de produções internacionais.

## Resumo

### Ato I
Wendla Bergmann, uma adolescente na Alemanha do final do século XIV, lamenta que sua mãe não tenha lhe dado "nenhuma maneira de lidar com as coisas" e não tenha lhe ensinado as lições que ela deveria saber quando jovem ("Mama Who Bore Me"). Ela diz à mãe que está na hora de saber de onde vêm os bebês, considerando que ela está prestes a ser tia pela segunda vez. Sua mãe não consegue explicar claramente os fatos sobre a concepção para Wendla, apesar de saber que sua filha está chegando à puberdade. Em vez disso, ela simplesmente diz a Wendla que, para conceber um filho, a mulher deve amar o marido com todo o coração. As outras meninas da cidade - Martha, Thea, Anna e Ilse - parecem ser igualmente ingênuas e estão chateadas com a falta de conhecimento apresentada a elas ("Mama Who Bore Me (Reprise)").
Na escola, alguns adolescentes estão estudando Virgílio na aula de latim. Quando Moritz Stiefel, um jovem muito nervoso e ansioso, cita um verso sonolento, o professor o castiga duramente. O colega de classe de Moritz, o rebelde e altamente inteligente Melchior Gabor, tenta defendê-lo, mas o professor não aceita e bate em Melchior com um bastão. Melchior reflete sobre a mente fechada da escola e da sociedade e expressa sua intenção de mudar as coisas ("All That's Known").
Moritz descreve um sonho que o mantém acordado à noite, e Melchior percebe que Moritz tem tido sonhos eróticos que Moritz acredita serem sinais de insanidade. Para confortar Moritz em pânico, Melchior, que aprendeu informações sexuais nos livros, diz a Moritz que todos os meninos de sua idade têm esses sonhos. Moritz, Melchior e os outros meninos - Ernst, Hänschen, Otto e Georg - compartilham seus próprios pensamentos e desejos sexualmente frustrados ("The Bitch of Living"). Moritz, que não se sente à vontade para conversar sobre o assunto com Melchior, pede que ele lhe dê as informações em forma de ensaio, completo com ilustrações.
Todas as meninas, exceto Ilse, estão reunidas depois da escola; elas provocam um ao outro enquanto fantasiam em se casar com os meninos da cidade. Martha admite que tem uma queda por Moritz, mas é ridicularizada pelas outras garotas. No topo da lista está o radical, inteligente e bonito Melchior ("My Junk"). Moritz consumiu avidamente o ensaio que Melchior preparou para ele, mas reclama que seu novo conhecimento só tornou seus sonhos ainda mais vívidos e torturantes. Melchior tenta acalmar e confortar o amigo, mas Moritz foge frustrado. Todos os meninos e meninas expressam seus desejos de intimidade física ("Touch Me").
Procurando flores para sua mãe, Wendla se depara com Melchior. Os dois relembram a amizade que compartilharam quando crianças e compartilham um momento sentados juntos em frente a uma árvore. Cada um deles considera como seria ceder aos seus desejos físicos um pelo outro ("The Word of Your Body"), mas eles não o fazem. Enquanto isso, na escola, Moritz dá uma olhada nos resultados de seus testes e fica emocionado ao saber que ele passou nos exames de meio de semestre e conta aos outros meninos. Eles estão em êxtase, exceto o cético Hänschen. No entanto, o professor e o diretor da escola, que afirmam que não podem passar todos os alunos, decidem reprovar Moritz de qualquer maneira, considerando que sua nota de aprovação ainda não está de acordo com os altos padrões da escola.
Martha acidentalmente admite a seus amigos que seu pai a abusa física e sexualmente e que sua mãe é alheia ou indiferente. As outras garotas ficam horrorizadas ao ouvir isso, mas Martha as faz prometer não contar a ninguém, para que ela não acabe como Ilse, uma amiga de infância que agora vaga sem-teto e sem rumo depois que seus pais igualmente abusivos a expulsaram de casa ("The Dark I Know Well"). Mais tarde, Wendla encontra Melchior novamente em seu lugar na floresta e conta a ele sobre os abusos de Martha. Melchior fica horrorizado ao ouvir isso, mas Wendla o convence a bater nela com um galho, para que ela possa tentar entender a dor de Martha. A princípio Melchior está determinado a não fazer nada do tipo, mas relutantemente obedece. Ele se empolga na surra, descontando suas próprias frustrações em Wendla e a joga no chão. Desgostoso consigo mesmo, Melchior foge enquanto Wendla fica deitada no chão, chorando. Sozinha, Wendla descobre que Melchior deixou seu diário no chão. Ela o pega e leva consigo.
Moritz é informado de que foi reprovado no exame final, e seu pai reage com desdém e desprezo quando Moritz lhe diz que ele não irá passar de ano na escola. Em vez de tentar entender a dor de seu filho, o pai de Moritz está preocupado apenas em como os outros na cidade reagirão quando virem "o homem com o filho que falhou". Moritz escreve para a mãe de Melchior, sua única amiga adulta, pedindo dinheiro para ajudá-lo a fugir para a América; ela ternamente, mas com firmeza, nega seu pedido e promete escrever a seus pais para desencorajá-los de serem muito duros com ele ("And Then There Were None"). Devastado por sua recusa, e sentindo que ele tem poucas opções, Moritz pensa em suicídio.
Em um palheiro durante uma tempestade, Melchior expressa sua frustração por estar preso entre a infância e a idade adulta ("The Mirror-Blue Night"). Wendla o encontra mais uma vez, dizendo que quer devolver seu diário, e ambos pedem desculpas pelo que aconteceu na floresta. Melchior, decepcionado consigo mesmo desde a noite anterior, pede que ela vá embora. Wendla o ignora, sugerindo que eles corram na chuva até "ficarem encharcados". Em pouco tempo, eles começam a se beijar. Ambos nervosos, continuam se envolvendo e depois hesitam – sentindo que o que estão fazendo é algo muito poderoso. Wendla não tem certeza do que eles estão prestes a fazer, mas tem certeza de que é diferente de tudo que ela conheceu antes. Eles continuam e depois fazem sexo no palheiro; quando Melchior a penetra, Wendla grita ("I Believe"). (Nota: Esta cena foi ligeiramente suavizada pela temporada Off-Broadway do espetáculo, onde o consentimento de Wendla era um pouco mais ambíguo. Mais tarde, como encenado pelo show da Broadway, Wendla dá consentimento explícito a Melchior, mas o faz sem entender completamente o que eles vão fazer).

### Ato II
Wendla e Melchior estão terminando seu momento de intimidade confusa no palheiro; eles refletem e discutem o que acabou de acontecer ("The Guilty Ones". Na produção Off-Broadway, o Ato II começava com "There Once Was a Pirate").
Moritz, tendo sido expulso de sua casa, vagueia pela cidade ao entardecer, carregando uma pistola quando se depara com Ilse, sua amiga de infância. Ilse, que deixou implícito seus sentimentos por Moritz, diz a ele que encontrou refúgio em uma colônia de artistas, e eles relembram algumas memórias de infância e "tempos marcantes". Ela o convida para vir para casa com ela e se juntar a ela para compartilhar mais algumas memórias de infância, e talvez algo mais. Moritz se recusa e Ilse faz tudo o que pode para fazê-lo mudar de ideia ("Don't Do Sadness/Blue Wind"). Depois de afirmar a Ilse que ele realmente gostaria de ir com ela, Moritz se recusa e Ilse vai embora – perturbada e chateada. Percebendo que Ilse era sua última chance de escapar do destino que ele estabeleceu para si mesmo, Moritz rapidamente muda de ideia e a chama, mas é tarde demais – ela se foi. Sozinho e acreditando que não tem para onde ir, Moritz dá um tiro em si mesmo.
No funeral de Moritz, cada uma das crianças joga uma flor em seu túmulo enquanto Melchior lamenta a morte de seu amigo enquanto cita os fatores que levaram à sua morte, incluindo a maneira como seus pais o trataram ("Left Behind").
De volta à escola, o diretor da escola e o professor sentem a necessidade de desviar a atenção de Moritz, cuja morte foi resultado direto de suas ações. Eles vasculham os pertences de Moritz e encontram o ensaio sobre sexo que Melchior escreveu para ele. Eles aproveitam a oportunidade para colocar a culpa da morte de Moritz em Melchior, e embora Melchior saiba que ele não é o culpado, ele sabe que não há nada que possa fazer para combatê-los e é expulso como resultado ("Totally Fucked").
Em outro lugar naquela noite, Hänschen se encontra com seu tímido e delicado colega de classe Ernst. Ernst conta a Hänschen sobre seus planos de se tornar pastor depois da escola, e Hänschen compartilha sua visão pragmática da vida. Ele está impressionado com a forma como Ernst permaneceu tão inocente, apesar das coisas horríveis que acontecem ao seu redor. Eles se beijam e Ernst revela que ama Hänschen. ("The Word of Your Body (Reprise)").
Wendla adoeceu e sua mãe a leva ao médico. Ele lhe dá alguns remédios e garante a ambas que Wendla está sofrendo de anemia e vai ficar bem, mas chama a mãe de Wendla de lado e diz a ela que Wendla está grávida. Quando sua mãe a confronta com essa informação, Wendla fica completamente chocada, sem entender como isso poderia ter acontecido. Ela percebe que sua mãe mentiu para ela sobre como os bebês são feitos. Embora ela repreenda sua mãe por deixá-la ignorante, sua mãe rejeita a culpa e insiste que Wendla diga a ela quem é o pai da criança. Wendla relutantemente entrega uma nota apaixonada que Melchior enviou para ela depois que eles consumaram seu relacionamento. Ela reflete sombriamente sobre sua condição atual e as circunstâncias que a precederam, porém seguindo com otimismo sobre seu futuro filho ("Whispering").
Enquanto isso, os pais de Melchior discutem sobre o destino do filho; sua mãe não acredita que o ensaio que ele escreveu para Moritz seja motivo suficiente para mandá-lo para um reformatório. Quando o pai de Melchior conta a sua esposa sobre a gravidez de Wendla, ela finalmente concorda que eles devem mandar Melchior embora, o que eles fazem sem lhe dizer que Wendla está grávida.
Nesse período, Melchior e Wendla mantêm contato por meio de cartas, entregues por Ilse. No reformatório, Melchior briga com alguns garotos que pegam uma carta que ele acabou de receber de Wendla e a usam em um jogo de masturbação. Enquanto um dos meninos lê a carta, Melchior finalmente descobre sobre Wendla e seu filho, e ele escapa da instituição para encontrá-la. Enquanto isso, Wendla, muito aterrorizada e sem noção, é levada por sua mãe a um aborteiro de açougue.
Quando Melchior chega à cidade depois de alguns dias, ele envia uma mensagem para Ilse, pedindo que Wendla o encontre no cemitério à meia-noite. Ilse, no entanto, não pode agir, pois Melchior "não ficou sabendo" sobre Wendla. Ela mostra a carta a Anna, Martha e Thea. Ficam igualmente horrorizados e decidem não contar a Melchior o que aconteceu. No cemitério, Melchior tropeça no túmulo de Moritz e jura a si mesmo que ele e Wendla vão criar seu filho em um ambiente compassivo e aberto. Quando Wendla está atrasada para o encontro, Melchior começa a se sentir um pouco desconfortável. Olhando em volta, Melchior vê uma sepultura nova que não havia notado antes. Ele lê o nome na pedra – de Wendla – e percebe que Wendla morreu após um aborto malfeito. Oprimido pelo choque e pela dor, ele pega uma navalha com a intenção de se matar. Os espíritos de Moritz e Wendla se levantam de seus túmulos para lhe oferecer força. Eles o convencem a seguir viagem, e ele resolve viver e levar suas memórias com ele para sempre ("Those You've Known").
Liderados por Ilse, todos se reúnem no palco agora (em algumas encenações, vestindo roupas modernas) para cantar sobre como, embora os adultos ainda possam dar as cartas com seus pontos de vista tensos, eles não durarão para sempre, e as sementes já estão sendo plantadas para uma geração nova, informada e de mente aberta ("The Song of Purple Summer").

## Personagens

### As crianças
- Melchior Gabor, determinado, bonito e carismático. Sabe muito mais que os outros devido ao seu hábito de ler livros.
- Wendla Bergmann, uma amiga de infância dos garotos que se apaixona por Melchior.
- Moritz Stiefel, inseguro melhor amigo de Melchior que tem sonhos com mulheres que tiram seu sono.
- Ilse Neumann, outra amiga de infância que foge de um lar de abuso sexual para se tornar uma boêmia.
- Hanschen Rilow, um colega de sala dos garotos bem humorado, quase arrogante. Um perfeccionista ímpar que facilmente seduz Ernst.
- Ernst Röbel, um colega de sala dos garotos ingênuo que se apaixona por Hanschen.
- Georg Zirschnitz, outro colega de sala que fantasia com sua professora de piano peituda.
- Martha Bessell, uma das amigas de Wendla que é abusada sexualmente pelo seu pai.
- Otto Lammermeier, outro colega de sala que sonha com sua mãe.
- Thea, melhor amiga de Wendla, uma garota que tenta jogar seus sentimentos sexuais pra debaixo do tapete para satisfazer os adultos.
- Anna, melhor amiga de Martha que não consegue se conformar com a situação da amiga.
- Melitta, irmã gêmea de Thea (Revival da Broadway 2015).

### Rapazes do reformatório
- Dieter, usualmente interpretado pelo mesmo ator que Georg.
- Rupert, usualmente interpretado pelo mesmo ator que Hanschen.
- Reinhold, usualmente interpretado pelo mesmo ator que Ernst.
- Ulbrecht, usualmente interpretado pelo mesmo ator que Otto.

### Adultos
Tradicionalmente, os papéis dos adultos são interpretados por um homem e uma mulher. No entanto, no revival da Broadway de 2015, havia dois pares de adultos: um ouvinte e um surdo/com deficiência auditiva.
- Frau Bergmann – mãe de Wendla
- Fanny Gabor – mãe de Melchior
- Frau Bessell – mãe de Martha
- Fräulein Großebüstenhalter – professora de piano de Georg
- Fräulein Knuppeldick – assistente do diretor Knochenbruch
- Herr Knochenbruch – diretor da escola dos rapazes
- Herr Sonnenstich – professor da escola
- Herr Gabor – pai de Melchior
- Herr Stiefel – pai de Moritz
- Herr Rilow – pai de Hanschen
- Herr Neumann – pai de Ilse
- Padre Kaulbach – padre da igreja que as moças e os rapazes frequentam
- Dr. von Brausepulver – visita Wendla durante a gravidez dela.
- Schmidt – o abortista

## Números musicais
| Primeiro ato - “Mama Who Bore Me” – Wendla - “Mama Who Bore Me (Reprise)” – Wendla e moças - “All That's Known” – Melchior - “The Bitch of Living” – Moritz, Melchior e rapazes - “My Junk” – Moças e rapazes - “Touch Me” – Moças e rapazes - “The Word of Your Body” – Wendla e Melchior - “The Dark I Know Well” – Martha, Ilse e rapazes - “The Word of Your Body (Reprise #1)” - Otto e Georg (não presente no CD) - “And Then There Were None” – Moritz e rapazes - “The Mirror-Blue Night” – Melchior e rapazes - “I Believe” – Moças e rapazes | Segundo ato - “The Guilty Ones” – Wendla, Melchior, Moças e rapazes - “Don’t Do Sadness/Blue Wind” – Moritz e Ilse - “Left Behind” – Melchior, moças e rapazes - “Totally Fucked” – Melchior e toda companhia (exceto Moritz) - “The Word of Your Body (Reprise #2)” – Hanschen, Ernst, moças e rapazes - “Whispering” – Wendla (& Melchior, que não está presente no CD) - “Those You’ve Known” – Moritz, Wendla e Melchior - “The Song of Purple Summer” – Ilse e toda companhia |

## Elencos e personagens
| Personagem       | Broadway original     | Londres original    | Broadway revival                                  | Brasil original (Rio de Janeiro) | Portugal                            | Brasil revival (Rio de Janeiro)                                                                              |
| ---------------- | --------------------- | ------------------- | ------------------------------------------------- | --- | ----------------------------------- | --- |
| Melchior         | Jonathan Groff        | Aneurin Barnard     | Austin P. McKenzie                                | Pierre Baitelli | João A. Guimarães                   | Rafael Telles                                                                                                |
| Wendla           | Lea Michele           | Charlotte Wakefield | Sandra Mae Frank Katie Boeck (voz/violão)a        | Malu Rodrigues | Gabriela Barros                     | Tabatha Almeida                                                                                              |
| Moritz           | John Gallagher Jr.    | Iwan Rheon          | Daniel N. Durant Alex Boniello (voz/violão)a      | Rodrigo Pandolfo | Jonas Cardoso                       | João Felipe Saldanha                                                                                         |
| Ilse             | Lauren Pritchard      | Lucy May Barker     | Krysta Rodriguez                                  | Leticia Colin | Inês Ferreira Carina Leitão (turnê) | Maria Brasil                                                                                                 |
| Martha           | Lilli Cooper          | Hayley Gallivan     | Treshelle Edmond Kathryn Gallagher (voz/violão)a  | Laura Lobo | Ana Regueiras                       | Bia Lomelino                                                                                                 |
| Hänschen         | Jonathan B. Wright    | Jamie Blackley      | Andy Mientus                                      | Thiago Amaral | Nuno Medeiros                       | Thiago Franzé                                                                                                |
| Ernst            | Gideon Glick          | Harry McEntire      | Joshua Castille Daniel David Stewart (voz/piano)a | Felipe de Carolis | David Salvado                       | Diego Martins                                                                                                |
| Georg            | Skylar Astin          | Jos Slovick         | Alex Wyse                                         | André Loddi | André Lourenço                      | Leonardo Rocha                                                                                               |
| Otto             | Brian Charles Johnson | Edd Judge           | Miles Barbee Sean Grandillo (voz/baixo)a          | Bruno Sigrist | Bruno Pina                          | Gabriel Lara                                                                                                 |
| Anna             | Phoebe Strole         | Natasha Barnes      | Ali Stroker                                       | Estrela Blanco | Brienne Keller                      | Carol Pita                                                                                                   |
| Thea             | Remy Zaken            | Evelyn Hoskins      | Amelia Hensley Lauren Luiz (voz/Melitta)a         | Julia Bernat | Tânia Azevedo Helena Neto (turnê)   | Giovanna Rangel                                                                                              |
| Homens adultos   | Stephen Spinella      | Richard Cordery     | Russell Harvard Patrick Page                      | Carlos Gregório | João Cabral                         | Augusto Zacchi                                                                                               |
| Mulheres adultas | Christine Estabrook   | Sian Thomas         | Marlee Matlin Camryn Manheim                      | Débora Olivieri | Sofia Nicholson                     | Bel Kutner                                                                                                   |
| Outros           | nenhum                | nenhum              | nenhum                                            | Pedro Sol (Rupert) Danilo Timm (Dieter) Thiago Marinho (Ulbrecht) Davi Guilhermme (Reinhold) Lua Blanco (Mariana) Eline Porto (Elise) Mariah Viamonte (Ina) Alice Motta (Frida) | nenhum                              | Davi Pithon (Rupert) Victor Leal (Dieter) Sara Chaves (Inga) Gabi Camisotti (Manu) Daniele Thomaselli (Emma) |

1. ↑ Essa pessoa fez a voz das falas do personagem interpretado por um ator surdo ou com deficiência auditiva. Um novo personagem, Melitta, fez a voz de Thea.

## Outras produções

### Adaptação brasileira
Uma produção nacional, realizada por Charles Möeller e Claudio Botelho estreou no Rio de Janeiro no dia 21 de agosto de 2009 com o título O Despertar da Primavera. A versão brasileira estreou no Rio de Janeiro em 21 de agosto de 2009, no Teatro Villa Lobos, e foi aclamada pela crítica e pelo público, recebendo o Prêmio Arte Qualidade Brasil 2009, de júri popular. O encerramento da temporada carioca aconteceu no dia 31 de janeiro de 2010, diante de muita emoção.

### Concepção
Charles Möeller e Claudio Botelho trouxeram a peça para o Brasil menos de três anos após sua estreia nos palcos da Broadway, em 2006. O grande diferencial da versão brasileira de Spring Awakening está no fato de ela ter sido a primeira montagem não-réplica do original. No musical de Duncan Sheik e Steven Sater, os números musicais são apresentados como um grande show. Na hora em que cantam, os personagens se transformam em ídolos de rock, com microfones nas mãos. Segundo Charles, na versão brasileira, "as canções [atuam] como as projeções do pensamento dos adolescentes, tudo acontece apenas na cabeça deles. Não é o que eles estão vivendo, mas o que gostariam de expressar”. Portanto, não há microfones nem quebra na ação durante as canções.

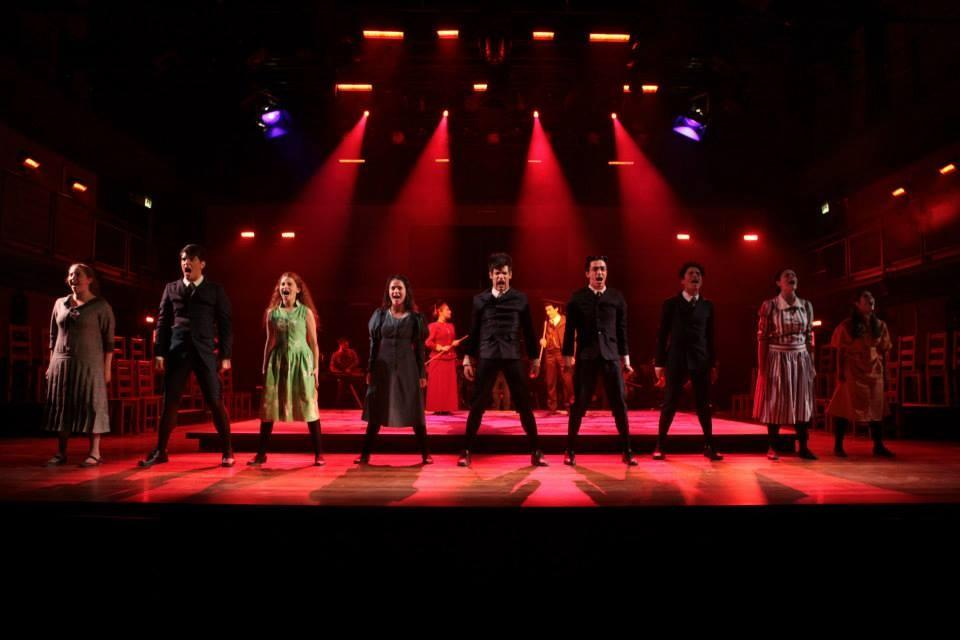
Elenco português de "O Despertar da Primavera"

### Adaptação Portuguesa (Portugal)
A versão Portuguesa é de Sara F. Costa e João A. Guimarães, encenação de Fernando Pinho, direção musical de Diogo Santos Silva, Direção vocal de João A. Guimarães, adaptação coreográfica é de Patricia Pires, desenho de luz de Rob Dyer, desenho de som de Hélder Nelson e Carlos Nobre, Figurinos de Luisa Costa, cenários por Alberto Sá Lda.

### Produções internacionais
| País       | Cidade                   | Título                                        | Língua     | Data de estreia      | Teatro                                   |
| ---------- | ------------------------ | --------------------------------------------- | ---------- | -------------------- | ---------------------------------------- |
| Suécia     | Karlstad                 | -                                             | Sueca      | 30 de agosto, 2008   | -                                        |
| Inglaterra | Londres                  | Spring Awakening                              | Inglesa    | 23 de janeiro, 2009  | Lyric Hammersmith e Novello Theatre      |
| Hungria    | Budapeste                | Tavaszébredés                                 | Húngara    | 7 de fevereiro, 2009 | Budapest Operetta and Musical Theatre    |
| Áustria    | Viena                    | Frühlings Erwachen - Das Musikal              | Alemã      | 21 de março, 2009    | Ronacher Theatre                         |
| Japão      | Tóquio                   | Spring Awakening                              | Japonesa   | 2 de maio, 2009      | Shiki Theatre Jiyu                       |
| Brasil     | Rio de Janeiro São Paulo | O Despertar da Primavera                      | Português  | 21 de agosto, 2009   | Teatro Sérgio Cardoso Teatro Villa-Lobos |
| Argentina  | Buenos Aires             | Despertar de Primavera - Un Musical Diferente | Castelhana | 19 de março, 2010    | Teatro Astral                            |
| Portugal   | São João da Madeira      | O Despertar da Primavera                      | Português  | 13 de Junho, 2013    | Casa da Criatividade                     |
| Portugal   | São João da Madeira      | O Despertar da Primavera                      | Português  | 29 de Novembro, 2013 | Casa da Criatividade                     |